# Parque nacional Mazeppa
Mazeppa es un parque nacional en Queensland (Australia), ubicado a 821 km al noroeste de Brisbane.

## Datos
- Área: 41,30 km²
- Coordenadas: 22°13′54″S 147°17′28″E / -22.23167, 147.29111
- Fecha de Creación: 1972
- Administración: Servicio para la Vida Salvaje de Queensland
- Categoría IUCN: II